# Segon festival Mortadel·lo i Filemó
El Segon festival Mortadel·lo i Filemó és una pel·lícula animada espanyola del 1970 basada en els còmics de Mortadel·lo i Filemó i protagonitzada per aquests personatges. La pel·lícula consisteix en realitat en la unió de vuit curtmetratges que es van realitzar als Estudios Vara. Altres vuit curtmetratges realitzats per la mateixa època es van reunir en l'anterior Primer festival Mortadel·lo i Filemó. Els curts no es presenten en l'ordre de realització i, de fet, hi ha curts del primer Festival posteriors a diversos dels quals apareixen en aquesta pel·lícula. Cada curt té una durada aproximada de 6 minuts. Ha estat doblada al català.

## Producció
L'animació la va realitzar Rafael Vara en l'empresa Dacor, fundada després del bon acolliment dels dos primers curts realitzats. El primer dels curts va ser Mortadel·lo i Filemó, agència d'informació, realitzat en 1965, que s'inclou en aquesta pel·lícula. Els curts es van crear amb l'objectiu de ser presentats a la televisió, però aquesta exigia un nombre d'episodis que els estudis, amb els mitjans limitats de què disposaven, no eren capaços d'aconseguir, per la qual cosa es va decidir unir els curts en dos llargmetratges.

## Argument

### Mortadel·lo i Filemó, agència d'informació
Estrenada el 1966.
En un estudi d'animació (imatge real) el reporter Tribulete demana uns canvis als seus animadors i presenta diversos personatges de Bruguera. Abruptament es presenta una aventura de Mortadel·lo i Filemó, els qui han de recuperar els plans d'una arma secreta d'un famós científic que han estat robats pel seu majordom. Mortadel·lo i Filemó capturen al majordom i el torturan perquè confessi on estan els plans, primer mitjançant pessigolles, després usant un mètode basat en el conte Els músics de Bremen i finalment amb música horrible. El majordom confessa que els plans són al castell de Vila Riallera. Per a il·luminar-se al castell, Mortadel·lo corprengui el primer que troba...que resulten ser els plans. Al final del curt els animadors surten de l'estudi, però abans un d'ells pinta la paraula "Fi".
Notes: Primer curt que es va realitzar. Premi Platero de Plata de 1966

### El gerro d'Hong Kong
Estrenada el 1969
Mortadel·lo i Filemó viatgen a Hong Kong per a custodiar un valuosíssim gerro de la dinastia Fumaya valorat en tres-cents milions. El bandit Quimono-Kim els roba el gerro, però Mortadel·lo i Filemó aconsegueixen recuperar-lo, destrossant-lo i pegant-lo diverses vegades en el procés. En arribar al museu veuen un altre gerro exposat i, creient que és un error, el tiren per a col·locar el seu. En realitat, tot havia estat una maniobra de distracció del director del museu, que havia rebut l'autèntic per correu certificat. El director, en veure la destrossa, persegueix a Mortadel·lo i Filemó llançant-los punyals.
Nota: Cameo de Doña Urraca

### Contra el Pisón
Estrenada el 1970.
Mortadel·lo i Filemón intenten capturar al bandit "el Pisón", el qual ofereixen 10.000 rupies de recompensa. Al final és un llaurador el que aconsegueix capturar-lo, mentre Mortadel·lo i Filemó acaben a l'hospital.

### Munten amb avió
Estrenada en 1970.
Mortadel·lo guanya un avió en un concurs de radi, per la qual cosa convida a Filemó a provar-lo. Després de diversos intents infructuosos per fer-ho volar, finalment ho aconsegueixen, però després de tant de cop, l'avió es parteix en dos. Mortadel·lo i Filemó, usant un paracaigudes, aconsegueixen posar-se en una illa amb una diana pintada. L'illa resulta estar usant-se com a blanc per a proves nuclears, per la qual cosa cau una bomba que els mata.

### Més d'un lladre
Estrenada en 1970.
Filemó veu al seu ajudant reduint a un gegantó amb l'ús del karate raó per la qual li confia uns valuosíssims plans. De seguida els hi roben, ja que el gegantó era en realitat un ninot amb el qual Mortadel·lo es diverteix de tant en tant. Mortadel·lo atrapa al bandit per casualitat en donar-li una puntada a un arbre on aquest estava amagat. Mortadel·lo recomana posar els plans en una caixa forta "amb truc". El truc és que la caixa forta dona al carrer i quan Filemó es fica cau a terra, la qual cosa aprofita un altre dolent per a robar els plans. Aconsegueixen atrapar-ho amb una bomba (que també li explota a Filemó) però un tercer bandit aprofita la confusió per a tornar a robar els plans. Després de diversos intents, Mortadel·lo li intenta llançar una bomba, però la hi tira en la boca a Filemó qui la hi empassa i, en sortir volant per l'explosió, cau damunt del delinqüent.

### Escapolit de la presó
Estrenat en 1970.
Mortadel·lo i Filemó estan en la ruïna més absoluta i s'assabenten que donen una recompensa de 33.000 durazos per atratapar a Jimmy "el Patoso", qui s'ha escapolit de la presó per la seva afició a caçar ànecs. Mortadel·lo i Filemó li troben en la Llacuna dels Ànecs i es disfressen de toro per a despistar però un toro autèntic els cornea i acaben caient sobre el dolent per casualitat. Després de descomptar la multa per caçar en lloc prohibidísimo a Mortadel·lo i Filemó els arriba amb la recompensa per a comprar un pastís. Mortadel·lo esternuda sobre el pastís, la qual cosa fa que Filemó, enfadat, li ho llanci, donant-li accidentalment a un obrer que li propina a Filemó un cop de totxana a la boca. En anar a treure el maó colpegen a un gendarme, per la qual cosa han de fugir al Pol.

### Engany a Filemó
Estrenat en 1969.
Mortadel·lo aparentment s'ha tornat boig i, igual que El Quixot, es creu un cavaller errant. El Dr. Cillo aconsella a Filemó que li segueixi el corrent. Filemó es fa passar doncs per escuder i van al camp on tenen diversos problemes amb els llauradors. De tornada, Filemó descobreix que el doctor i Mortadel·lo són cosins i que tot ha estat un engany pel que els persegueix fins al pol Nord.

### Geni o no, és la qüestió
Estrenat en 1970.
Filemó encarrega a Mortadel·lo comprar un llum, en la qual troba un geni al qual demana com desitjo convertir-se en emperador romà. Com a emperador Mortadel·lo ha de lluitar contra els bàrbars, mentre Filemó, transmutat en trobador canta les seves aventures. Després de rebre nombrosos cops, Mortadel·lo venç al bàrbar disfressant-se de moll just quan aquest li colpejarà, la qual cosa provoca que es colpegi a si mateix. Mortadel·lo desperta i descobreix que tot ha estat un somni, per la qual cosa tira el llum en la qual resulta haver-hi un geni després de tot qui, enfadat, els converteix en gripaus.

## Ordre de publicació
Per al cinema i la televisió els curts comptaven amb el següent ordre:
1. Contra el Pisón
2. El Gerro d'Hong Kong
3. Escapolit de la Presó
4. Enganyant a Filemó
5. Geni o no, és la qüestió
6. Més d'un lladre
7. Munten amb avió
8. Agència d'Informació

Per a edicions VHS i DVD van ser saltats, i fins i tot van arribar suprimir el crèdit final del primer curt que mostrava el reconeixement al Festival de Cinema de Gijón.
Una dada curiosos és que el pilot "Agència d'Informació" que va ser el primer de la sèrie. Però aquest va ser vist al final del Segon Festival. En edicions anteriors es va col·locar en primer lloc. A la taquilla va recaptar 15.139,89 euros (2.500.000 pessetes) amb 15.457 espectadors.